# Senobasis mundata
Senobasis mundata är en tvåvingeart som först beskrevs av Christian Rudolph Wilhelm Wiedemann 1828.  Senobasis mundata ingår i släktet Senobasis och familjen rovflugor. Inga underarter finns listade i Catalogue of Life.